# Gói dịch vụ
Trong tin học máy tính, một gói dịch vụ hay SP (nói ngắn gọn SP) hay gói tính năng (FP) là một bản cập nhật chứa tổng hợp các cập nhật, sửa chữa, hay tăng cường hiệu năng chương trình máy tính truy xuất dữ liệu. Các công ty phần mềm thường phát hành một gói dịch vụ khi số lượng bản đắp vá lỗi đạt giới hạn, hoặc phần mềm phát hành đã sửa đổi đạt số lượng nhất định khi nhận được sự phản hồi của người dùng theo dõi như Bugzilla. Phần lớn phần mềm ứng dụng như văn phòng, hệ điều hành, hệ thống cơ sở dữ liệu phần mềm hay mạng quản lý, hiếm khi có một bản cập nhật gói dịch vụ được ra mắt trong vòng năm đầu tiên hoặc hai năm phát hành sản phẩm đó. Cài đặt một gói dịch vụ trực tiếp sẽ dễ dàng hơn và ít khuynh hướng mắc lỗi nhiều hơn cài đặt đắp vá thủ công, hơn thế cho nên cập nhật nhiều máy tính ở một nhà mạng, gói dịch vụ khá phổ biến.
Các gói thường được đánh số, hay được gọi là SP1, SP2, SP3,... Chúng cũng có thể mang lại một số thứ gì ngoài lỗi, sửa chữa, thêm vào một số tính năng trước đó không có, như trường hợp của SP2 của Windows XP, hay SP3 và SP4 trong những cơ sở dữ liệu phụ thuộc Trainz 2009. Phiên bản Windows cuối cùng hỗ trợ Gói SP này là Windows 7 SP1. Ở các Windows đời sau (từ Windows 8 và Windows 8.1 trở lên), gói SP được thay thế bằng một bản cập nhật theo hệ điều hành.  

## Gói dịch vụ Windows
Gói dịch vụ trong phiên bản của Microsoft Windows bao gồm:
- Windows NT 4.0 có 7 gói dịch vụ: SP1, SP2, SP3, SP4, SP5, SP6 và SP6a.
- Windows 2000 có 4 gói dịch vụ: SP1, SP2, SP3, và SP4.
- Windows XP có 3 gói dịch vụ: SP1, SP2, và SP3.
- Windows Vista có 2 gói dịch vụi: SP1 và SP2.
- Windows 7 có 1 gói dịch vụ: SP1.
- Windows 8, Windows 8.1, và Windows 10 có bản cập nhật thay thế cho gói cập nhật